# Туре Габрієль Бєльке
Туре Габрієль Бєльке (тж. Більке) (швед. Ture Gabriel Bielke; 3 грудня 1684, Стокгольм — 11 травня 1763, Стокгольм) — шведський державний діяч, граф. Був поранений у Полтавській битві, брав участь у Калабалику.